# معركة ناجرة
معركة ناجرة والمعروفة أيضًا باسم «معركة نافاريتي»؛ في 3 أبريل 1367 إلى الشمال الشرقي من ناجرة في مقاطعة لاريوخا، قشتالة. كانت حلقة من أول الحرب الأهلية القشتالية التي تواجه فيها بيدرو القاسي ملك قشتالة مع أخيه غير الشقيق الكونت إنريكي تراستامارا الذي تطلع إلى العرش؛ بحيث أشركوا حرب قشتالة في حرب المائة عام، شجعت القوة البحرية القشتالية، التي تفوق بكثير من القوة الفرنسية أو الإنجليزية، النظامين على الانحياز إلى جانبين الحرب الأهلية للسيطرة على الأسطول القشتالي.
كان الملك بيدرو القاسي مدعومًا من إنجلترا وأكيتاين ومايوركا ونافارا والبرتغال وأفضل المرتزقة الأوروبيين الذين استأجرهم الأمير الأسود، في حين حصل خصمه الكونت إنريكي، على مساعدة من غالبية النبلاء والمنظمات العسكرية المسيحية في قشتالة. بينما لم تقدم له مملكة فرنسا ولا تاج أراغون المساعدة الرسمية، فقد كان إلى جانبه العديد من جنود أراغون والفرنسيين مجانًا الشركات الموالية لملازمه فارس بريتون والقائد الفرنسي برتران دي غيكلان، على الرغم من أن المعركة انتهت بهزيمة مدوية لإنريكي، إلا أنها كانت لها عواقب وخيمة على الملك بيدرو وأمير ويلز وإنجلترا.

## خلفية
بعد معاهدة بريتيجني المواتية لإنجلترا الموقعة عام 1360 منهية حرب المائة عام، حاولت فرنسا تجنب الصراع المفتوح مع إنجلترا وحاولت الارتباط بقشتالة للحصول على ميزة، كان على فرنسا أن تجد عملاً لمرتزقة الشركات الكبرى المكرسة للنهب الآن بعد أن لم تكن هناك حرب. في أواخر عام 1365 نجح شارل الخامس ملك فرنسا، بمساعدة البابا أوربان الخامس، في تحويل معظم الشركات الكبرى مؤقتًا بحجة شن حملة صليبية ضد المغاربيين مملكة غرناطة، دفع البابا رحلة استكشافية إلى إسبانيا، في وقت لاحق دفعت فرنسا وأراغون لتجنيد هذه القوات لقضية إنريكي، وإزالة الشركات الحرة من فرنسا ودعم الصعود إلى السلطة في قشتالة المفضلة لديهم، استندت قوة جيش إنريكي بشكل أساسي إمن هذه السرايا، وهي مجموعات من المرتزقة التي شاركت في حرب المائة عام، والتي تتألف بشكل أساسي من بريتون وجاسكونية والإنجليزية والفرنسية، الأمير الأسود (إدوارد، أمير ويلز ودوق آكيتاين) كان المستفيد الرئيسي من معاهدة السلام لعام 1362 بين إنجلترا وقشتالة والتي سمحت لقشتالة بالحفاظ على طرق التجارة البحرية الآمنة، وبدورها حافظت إنجلترا على نفسها في مأمن من أسطول الحرب القشتالي الكبير، لم يبد إدوارد مهتمًا بحظر مشاركة رعاياه من جاسكون والإنجليز في الحرب الأهلية القشتالية إلى جانب المدعي إنريكي، على الرغم من أنه فضل فرنسا وكان ضد مصالح إنجلترا. كانت آكيتاين تمر بمرحلة صعبة حيث كانت مصادر التمويل الرئيسية لهذه المنطقة الفقيرة تقليديًا هي صناعة النبيذ، التي كانت تعاني من الاكتئاب والحرب، لم يعد آكيتاين يتلقى إعانات من إنجلترا وكان بحاجة إلى مصادر أخرى للإيرادات، لن تسمح إنجلترا لفرنسا بالتحالف مع قشتالة لصعود إنريكي كملك جديد. عندما طلب بيدرو الأول ملك قشتالة، الذي كان يخسر الحرب ضد أخيه غير شقيقه إنريكي وقواته المرتزقة، المساعدة، أمر الملك إدوارد الثالث ملك إنجلترا السير جون شاندوس من آكيتاين والمفوضين الآخرين للتأكد من أن مرتزقة جاسكون والإنجليز توقفوا عن مساعدة إنريكي. في فبراير 1366 أرسلت إنجلترا العديد من الشركات الكبرى في جاسكون لتقوية موقف الملك بيدرو، لكن ثبت أن هذه الإجراءات غير كافية واضطر بيدرو إلى الفرار من قشتالة.

### تكوين الجيش
ثم قررت إنجلترا تجنيد جيش ضخم من المرتزقة لدعم قضية الملك بيدرو ملك قشتالة، بدافع نهب ثروات قشتالة. جمع الأمير الأسود جيشًا متنوعًا وضخمًا من جاسكون وبواتييه وإنجليزي بالإضافة إلى قوات المرتزقة المتميزة المكونة من أشهر قادة الشركات الكبرى التي كافح في السنوات الأخيرة. جاء هؤلاء بشكل أساسي من جاسكوني ولكن أيضًا من بريتاني، نافاري، فوا، ألمانيا (الإمبراطورية الرومانية المقدسة)، إنجلترا، كاليه، مقاطعة بواتو، هينو وأماكن أخرى، بما في ذلك المرتزقة الذين خدموا إنريكي تراستامارا في صعوده إلى العرش. مع عودة المرتزقة إلى فرنسا، ساعدوا قضية عدوه الملك بيدرو، من المحتمل أن يكون عدد هذا الجيش يتراوح بين 8000 و 10000 رجل، وهو ما يشبه معركة بواتييه كان هناك أيضًا قشتاليون موالون لبيدرو، وحوالي 400 رماة إنجليزي جندهم جون غونت، وبعض أراغون غير راضين عن ملكهم وقوات الملك جيمس الرابع ملك مايوركا.في أغسطس 1366، التقى الملك بيدرو ملك قشتالة، أمير ويلز، والملك شارل الثاني ملك نافار في بايون، للاتفاق على شروط الغزو. سيسمح ملك نافارا للجيش الغازي بالمرور من آكيتاين إلى قشتالة عبر نافارا، والذي سيحصل على أجر جيد مقابله، كان على بيدرو الذي كان على استعداد لقبول جميع الشروط، سداد نفقات الجيش الذي جنده أمير ويلز وعرض الأراضي القشتالية ليتم ضمها إلى دوقية آكيتاين، كان إنريكي قد طرد جميع قواته تقريبًا، بسبب النفقات الهائلة التي دفعته إلى الحفاظ على جيشه المرتزقة في صعود إلى السلطة، جابت هذه القوات قشتالة وارتكبت اعتداءات أو غيرت جوانبها. توصل إنريكي إلى اتفاق مع الملك شارل الثاني ملك نافار يقضي بأن يقوم شارل، مقابل مكافأة، بمنع ممر البرانس من فرنسا إلى قشتالة، وهو أمر يمكن القيام به بسهولة مع عدد قليل من الرجال. كان شارل يراهن على حصانين أو يخشى مواجهة قشتالة وأراغون.
في فبراير 1367، قام المرتزقة الإنجليز هيو كالفلي الذين بقوا في شبه الجزيرة وعملوا لصالح إنريكي، بتبديل جوانبهم واجتياح عدة مدن في نافار من الجنوب في شيفايشي. أجبر هذا ملك نافارا (شارل الثاني) على فتح الطريق لجيش الأمير الأسود وتوفير 300 رجل لقضيتهم، وهو الحد الأدنى من التظاهر بأنه يقف إلى جانبهم. لتجنب الذهاب إلى المعركة شخصيًا، قام ملك نافار بتزييف أسره أثناء مطاردة بالتواطؤ مع النقيب أوليفييه دي موني، ابن عم بيرتراند دو جوسكلين، ملازم جيش إنريكي.عندما سمع إنريكي عن دخول جيش الأمير الأسود إلى شبه الجزيرة، جند كل القوات التي استطاعها وأرسل برتراند دو جوسكلين فورًا من سرقسطة إلى قشتالة مع أفضل قباطته، على الرغم من أن معظم قواتهم كان عليه أن يقف لحماية أراغون من جيش الأمير الأسود. عزز ما لا يزيد عن 1000 فرنسي رجال سلاح جيش إنريكي جنبًا إلى جنب مع بعض نبلاء أراغون. جاء جنود المشاة من الجبال بسكاي وجيبوزكوا وأستورياس لكنهم لم يشاركوا في المعركة.

### قوة الجيش
النسخة المقبولة عمومًا بين المؤرخين هي نسخة سجلات بيدرو لوبيز دي أيالا التي يتألف فيها جيش بيدرو، بدعم من الأمير الأسود، من أكثر من 10000 رجل، معظمهم من أفضل المرتزقة الذين يمكن العثور عليهم في أوروبا، وجيش إنريكي 4500 رجل منهم 1000 من المرتزقة من فرنسا. مصدر آخر هو السجل التاريخي غير الموثوق به لـ جان فرويسارت، المعروف باسمه الإنجليزي، والذي لا ينبغي أن تؤخذ بياناته على محمل الجد في هذه المعركة، لأنه لم يكن حتى في إسبانيا في ذلك الوقت. وفقًا لفروسارت، كان للجيش القشتالي الفرنسي 76000 رجل. ، كان لدى الجيش الأنجلو-قشتالي 24000 رجل.

### اللقاءات السابقة
خلال شهر مارس، على الرغم من عيوبها الكبيرة، حقق إنريكي نجاحًا كبيرًا باستخدام تكتيكات حرب العصابات والمناوشات ضد جيش الأمير الأسود. كانت القوات القشتالية تتمتع بقوة هجومية كبيرة وقدرة أكبر على الحركة بفضل تسليحها الخفيف، الأمر الذي جعلها مثالية لهذا النوع من العمل، على عكس جيش بيدرو البطيء والمدرع بشدة، والذي يتكون أساسًا من المشاة الثقيلة وسلاح الفرسان الثقيل. لقد كان جنديًا متمرسًا، حيث قاتل في فرنسا كقائد سرية عظيم ضد الإنجليز، وكان يعلم أن أفضل إستراتيجية عسكرية لمواجهة جيش الأمير الأسود الضخم، هي إضعافه في الأراضي القشتالية القاسية، والجوع، والقوة. مناوشات. كانت هذه أيضًا توصيات ملك فرنسا وبرتراند دو جوسكلين. كان سلاح الفرسان الخفيف تقليدًا قديمًا في الأنظمة العسكرية القشتالية وقد تم تصميمه للمناوشات المتكررة مع المور، على الرغم من أن الجيوش الأوروبية الأخرى قد تخلت عن الفكرة في ذلك الوقت، جيش الأمير الأسود الضخم، كان يضعف مع الأراضي القشتالية القاسية والجوع والمناوشات، في معركة أرينيس (الباسك، معركة إنجليسمندي، معركة الجبل الإنجليزي) في الأسبوع الثالث من مارس 1367، تشكلت طليعة جيش إنريكي من قبل جينيتس (قشتالة النور سلاح الفرسان) بقيادة دون تيلو وفرسان أراغون والفرسان الفرنسيين بقيادة، بيير لو بيج دي فيلين وخوان راميريث دي أريلانو قضوا على مفرزة من جيش الأمير الأسود، هزمت طليعة إنريكي المجموعات بسهولة قبل الجزء الأكبر من جيش الأمير الأسود من خلال المناوشات ثم عادت إلى قاعدتها. في طريقهم، التقوا بمفرزة استكشافية من جيش الأمير الأسود، بقيادة سينشال من آكيتاين سير توماس فيلتون مع 200 رجل مسلح ورماة. بعد معاناة العديد من الضحايا، ترسخ انفصال أمير ويلز في جبل إنجليسميندي، حيث قاوم رجال القوس الطويل الإنجليز سلاح الفرسان الخفيف القشتالي، ترجل الجنود الفرنسيون والأراغونيون وهاجموا المشاة وهزموهم. مات، من بين آخرين، السير ويليام فيلتون، سنشال من بواتو وقائد الشركات الكبرى؛ تم القبض على كثيرين آخرين، توماس فيلتون، قائد الشركات الكبرى، ريتشارد تونتون، سيدي هيو هاستينغز، الجيش اللورد جون نيفيل، قبطان شركات Aghorises العظيمة وقبطان المرتزقة للشركات الكبرى جايلارد فيجهيير (أو بيغ فراتي)، من بين آخرين.
عانى جيش الأمير الأسود، الذي كان يُعتبر حتى الآن منيعًا، من الهزيمة الأولى، وعلى الرغم من أن خسائرهم لم تكن كبيرة مقارنة بالجيش الكبير، إلا أن معنويات القوات بدأت تصبح محبطة. حشد الأمير الأسود قواته للاقتراب من برغش - هدفه - من فيتوريا، لكن إنريكي تقدم وأغلق طريقه مما أجبر جيش بيدرو على التراجع مرة أخرى.في نهاية شهر مارس عبر الأمير الأسود نهر إبرو في لوغرونيو، حيث أقام معسكرًا. منع إنريكي مرة أخرى الوصول إلى برغش بالسيطرة على نهر نجريلا.كان الوضع السياسي مختلفًا تمامًا. تمسك المزيد من الناس بقضية بيدرو التي اكتسبت قوة، بينما ضعفت تحالفاته، لأن تجنب المواجهة كان ينظر إليه على أنه علامة ضعف من قبل النبلاء القشتاليين. كان الوقت يلعب ضد إنريكي الطموح الذي تقدم بقواته تاركًا وراءه حماية نهر نجريلا لمواجهة أخيه غير الشقيق. لمنع وقوع كارثة، كان عليه أن يواجه أبرز قوات المرتزقة في أوروبا، التي فاق عددها عددًا، في معركة في العراء، وكان النهر في ظهره يقطع انسحابه، على الرغم من معارضة بيرتراند دو جوسكلين وبقية قادته الميدانيين.

## معركة
اتجهت قوات الأمير الأسود من نافاريتي إلى ناجرة متخذة طريقًا ملتويًا في الليل ومع ظهور أضواء الفجر الأولى فاجأت بهدوء من خلف تل جيش إنريكي (الذين كانوا يتطلعون نحو نافاريتي في الشرق) من الشمال الشرقي، "لكن الأمير الصادق لم يسلك الطريق الأكثر مباشرة، ولكنه سلك الطريق إلى اليد اليمنى. نزلوا جبلًا وواديًا كبيرًا ، كلهم على ظهور الخيل ، لذا كانوا مصطفين بشكل نبيل وبترتيب قريب منصف لدرجة أنه من الرائع النظر وقد حث هذا دو جويسكلين على التخلي عن الميزة الدفاعية والاندفاع بطليعة مكونة من أفضل القوات القشتالية والشركات الحرة الفرنسية - لمنع تدهور الوضع. أجبرت التهمة الشركات الإنجليزية من طليعة الأمير الأسود بقيادة دوق لانكستر وجون تشاندوس على العودة. لقد كانوا قريبين جدًا لدرجة أن كلا الجانبين أسقطوا رماحهم وبدأوا في استخدام السيوف والفؤوس والخناجر. في هذه الأثناء ، بدأت سرايا غاسكون المرتزقة النخبة التي كانت في الجناحين الأيمن والأيسر تحاصر الطليعة بقيادة دو جوسكلين. اقترب سلاح الفرسان القشتالي الخفيف لدون تيلو من الجناح المقابل للعدو لمنع الإحاطة في مقدمة دو جوسكلين ولكن كان عليهم أن يتكبدوا خسائر فادحة بسبب أمطار سهام الرماة الإنجليز وهم يقتربون لأنهم لم يكن لديهم العدد الكافي. الحماية وأجبروا على الفرار. إنريكي نفسه حاولوا إنقاذ الطليعة التي شنت ضد مرتزقة جاسكون عدة مرات من جانب بنتائج مماثلة حيث قُتل الخيول بسهولة على يد الرماة الإنجليز ولم يكن القتال على الأقدام خيارًا لأن سلاح الفرسان القشتالي اعتبر ذلك إذلالًا. بمجرد أن حاصر مرتزقة النخبة جاسكون طليعة جيش إنريكي بقيادة دو غوسكلين ، سرعان ما تم سحقه وهرب معظم الجسد الرئيسي الذي لم يشارك حتى في المعركة على عجل نحو جسر نجيرة حيث كانوا يتعرضون للهجوم من جبهتين ، متجاهلاً عبارات إنريكي. طارد سلاح الفرسان الأراغوني لجايمي الرابع من مايوركا وقتل معظمهم ، حيث حوصروا في انسحابهم على ضفاف النهر العظيم والجسر الضيق. الأسبان ، الذين كانوا يطيرون في ذعر ، حتى نجارا. كان هناك الكثير من الذبح وسيل الدم عند مدخل الجسر: قتل كثيرون وغرقوا: قفزت أعداد كبيرة في النهر ، الذي كان سريعًا وعميقًا ، مفضلين الغرق حتى الموت، كان على جيش إنريكي أن يتحمل الغالبية العظمى من خسائره ، والتي يجب أن تكون مجموعها أكثر من نصف الجيش ، في الدقائق الأخيرة من المعركة. في وقت لاحق ، كان جيش الأمير الأسود يقضي على أولئك الذين كانوا مختبئين في نجيرة ونهب المدينة بأكملها ، مما أسفر عن مقتل معظم السكان.